# بوئيو (بونتيفيدرا)
بلدية بويو (بالإسبانية: Bueu) هي بلدية تقع في مقاطعة بونتيفيدرا التابعة لمنطقة غاليسيا شمال غرب إسبانيا.

## الديموغرافيا
يبلغ عدد سكان بلدية بويو 12.348 نسمة عام 2011 (وفقاً للمعهد الوطني للإحصاء الإسباني).
| 12.599 | 12.517 | 12.469 | 12.528 | 12.440 | 12.331 | 12.348 |

## أعلام
- باكو كوستاس